# Asia (Nereide)
Asia (altgriechisch Ἀσία) ist in der griechischen Mythologie eine Tochter des Nereus und der Okeanide Doris und somit eine der Nereiden.
Als Nereide wird sie einzig im Nereidenkatalog bei Hyginus Mythographus genannt.